# Acanthinodera cummingii
La madre de la culebra, maría culebra, arrocero, matabuey o jotezón del monte (Acanthinodera cumingii) es una especie de coleóptero polífago de la familia Cerambycidae, subfamilia Prioninae. Es la única especie del género Acanthinodera.

## Distribución
Especie endémica de Chile. Es el insecto más grande de dicho país y habita desde la Región de Coquimbo hasta la Región de la Araucanía. Su conservación se considera en estado vulnerable, debido a la alta explotación de su hábitat natural, producto de la tala de árboles por actividades industriales y de construcción. Además, por su gran tamaño, este insecto no pasa inadvertido, y muchas personas los atrapan o los matan, agravando de esta forma su peligro de extinción.

## Morfología
Esta especie presenta un dimorfismo sexual particularmente marcado, lo cual en un principio llevó a los naturalistas a catalogar al macho y la hembra como especies distintas. El macho (llamado también Malloderes microcephalus Dupont) mide 5 a 6 cm, es de color café claro, y se diferencia claramente de la hembra (llamada también Amalloderes scabrosus Lequien o Prionus mercurius Er.), la cual es de color negro y en promedio mide 8 a 9 cm, aunque hay ejemplares que superan los 12 cm de largo.

## Biología
Su ciclo de vida es muy especial y poco estudiado. La hembra coloca más de un centenar de huevos de color blanco parecidos a un grano de arroz en los troncos secos y en vías de descomposición. Se sabe que desde huevo a adulto pueden tardar hasta seis años de desarrollo, dependiendo de factores como la humedad y la disponibilidad de alimento. Hay algunas larvas que llegan a dimensiones enormes, por esto se le denomina comúnmente madre de la culebra.
Este insecto cumple un rol en el ecosistema extraordinariamente importante, porque si bien en su estado adulto su único objetivo es la reproducción, en estado de larva comen madera y la defecan, acelerando así el proceso de degradación de la materia orgánica. Su alimento consiste exclusivamente de madera muerta, incluso de maderas introducidas como el Eucalyptus, siendo este un caso de adaptación extraordinaria.
El macho es de hábitos nocturnos y un ágil volador, mientras que la hembra es de hábitos diurnos y tiene sus élitros soldados, por lo tanto no puede volar.

## Sinonimia
- Acanthinodera cumigii Jeniš,
- Acanthinodera cumingi Bleuzen,
- Acanthinodera cumingii Elgueta & Cerda,
- Acanthinodera cummingi Barriga & al., 1993 (
- Acanthinodera cummingii Arias, 2000
- Amallopodes scabrosus Blanchard, 1851
- Ancistrotus cumingi Angulo & Weigart, 1974
- Ancistrotus cummingi Cekalovic, 1967
- Malloderes microcephalus Berge, 1844
- Malloderus microcephalus Drapiez, 1841
- Prionus cumingii Hope, 1833 (
- Prionus mercurius Berge, 1844[5]